# قائمة أكثر ألعاب وي يو مبيعا

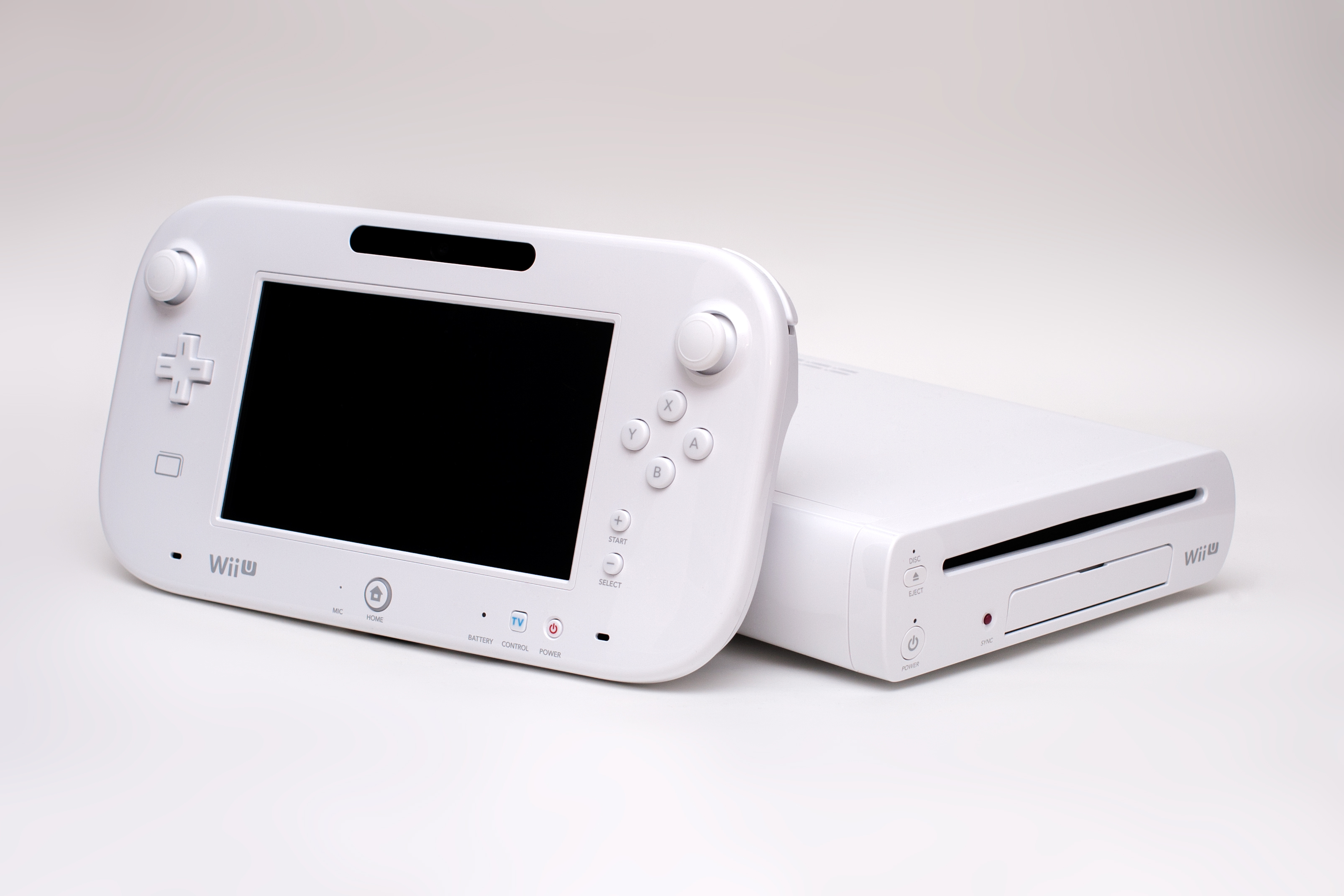
وي يو

قائمة أكثر ألعاب وي يو مبيعا التي قد باعت أو صدرت على الأقل مليون نسخة.

## قائمة الألعاب
| العنوان                          | النسخ المباعة | توقف المبيعات                                  | تاريخ الإصدار                                                                                         |
| -------------------------------- | ------------- | ---------------------------------------------- | --- |
| ماريو كارت 8                     | 8.26 ملايين   | 1.05 مليون في اليابان 4.07 ملايين في بلاد أخرى | مايو 2014                                                                                             |
| نيو سوبر ماريو برذرز يو          | 5.62 ملايين   | —                                              | أ.ش: 18 نوفمبر 2012 ياب: 8 ديسمبر 2012                                                                |
| سوبر ماريو 3دي ورلد              | 5.47 ملايين   | —                                              | نوفمبر 2013                                                                                           |
| نينتندو لاند                     | 5.16 ملايين   | —                                              | أ.ش: 18 نوفمبر 2012 ياب: 8 ديسمبر 2012                                                                |
| سوبر سماش برذرز فور وي يو        | 5.16 ملايين   | 0.64 مليون في اليابان 2.75 ملايين في بلاد أخرى | أ.ش: 21 نوفمبر 2014 أور: 28 نوفمبر 2014 ياب: 6 ديسمبر 2014                                            |
| سبلاتون                          | 4.76 ملايين   | 1.37 مليون في اليابان 2.70 ملايين في بلاد أخرى | مايو 2015                                                                                             |
| سوبر ماريو ميكر                  | 3.89 ملايين   | 0.88 مليون في اليابان 2.46 ملايين في بلاد أخرى | سبتمبر 2015                                                                                           |
| نيو سوبر لويجي يو                | 2.89 ملايين   | 0.14 مليون في اليابان 1.62 مليون في بلاد أخرى  | 20 يونيو 2013                                                                                         |
| أسطورة زيلدا: الرياح الساهرة ج.ع | 2.11 ملايين   | —                                              | نسخة رقميةأ.ش: 20 سبتمبر 2013 نسخة ماديةياب: 26 سبتمبر 2013 أور، أ.ش: 4 أكتوبر 2013 أس: 5 أكتوبر 2013 |
| ماريو بارتي 10                   | 2.04 ملايين   | —                                              | مارس 2015                                                                                             |
| وي بارتي يو                      | 1.58 مليون    | 0.81 مليون في اليابان 0.54 مليون في بلاد أخرى  | أكتوبر 2013                                                                                           |
| يوشيز وولي ورلد                  | 1.37 مليون    | —                                              | ياب: 16 يوليو 2015 أور: 26 يونيو 2015 أس: 25 يونيو 2015 أ.ش: 16 أكتوبر 2015                           |
| هايرول واريرز                    | مليون         | —                                              | ياب: 14 أغسطس 2014 أور: 19 سبتمبر 2014 أس: 20 سبتمبر 2014 أ.ش: 26 سبتمبر 2014                         |
| بوكين تورنامنت                   | مليون         | —                                              | 18 مارس 2016                                                                                          |

جميع ألعاب وي يو باعت حتى 31 ديسمبر 2016: 96.52 مليون